# Callcosma
Callcosma is een geslacht van hooiwagens uit de familie Cranaidae.
De wetenschappelijke naam Callcosma is voor het eerst geldig gepubliceerd door Roewer in 1932. 

## Soorten
Callcosma is monotypisch en omvat slechts de volgende soort:
- Callcosma gracilima